# Micrurus latifasciatus
Micrurus latifasciatus är en ormart som beskrevs av Schmidt 1933. Micrurus latifasciatus ingår i släktet korallormar och familjen giftsnokar. Inga underarter finns listade i Catalogue of Life.
Arten förekommer i sydvästra Mexiko och i västra Guatemala. Den vistas i regioner som ligger 300 till 1300 meter över havet. Denna orm lever i regnskogar och i andra fuktiga skogar. Honor lägger ägg. Liksom andra korallormar har Micrurus latifasciatus ett giftigt bett.
Hot mot beståndet är inte kända. IUCN kategoriserar arten globalt som livskraftig.